# The Solace System
The Solace System je první EP nizozemské symfonicmetalové hudební skupiny Epica. Plánované datum vydání je oznámeno na 1. září 2017 u vydavatelství Nuclear Blast. Obsahuje šest skladeb, které se nedostaly na o rok dříve vydané studiové album The Holographic Principle, ale zároveň jsou podle kytaristy Marka Jansena „dost dobré na to, aby byly použity pouze jako bonusové skladby“.

## Seznam skladeb
Všechny skladby napsal(i) Epica. 
| Pořadí         | Název               | Délka |
| -------------- | ------------------- | ----- |
| 1.             | The Solace System   | 4:39  |
| 2.             | Fight Your Demons   | 4:29  |
| 3.             | Architect of Light  | 5:21  |
| 4.             | Wheel of Destiny    | 5:51  |
| 5.             | Immortal Melancholy | 3:09  |
| 6.             | Decoded Poetry      | 6:25  |
| Celková délka: | Celková délka:      | 29:54 |

## Obsazení
- Simone Simons – mezzosopránový zpěv
- Mark Jansen – kytara, growling, screaming
- Isaac Delahaye – kytara
- Coen Janssen – klávesy
- Rob van der Loo – basová kytara
- Ariën van Weesenbeek – bicí

Technická podpora
- Joost van den Broek – mixing, mastering
- Jacob Hansen – mixing, mastering